# George Jay Gould
George Jay Gould I (6 febbraio 1864 – 16 maggio 1923) è stato un imprenditore statunitense.

## Biografia
Era il figlio maggiore di Jason Gould (1836-1892), e di sua moglie Helen Day Miller (1838-1889). Suo padre era un leader nello sviluppo della ferrovia americana e speculatore che è stato indicato come uno degli spietati imprenditori della Gilded Age, il cui successo negli affari lo resero uno degli uomini più ricchi della sua epoca.
Dopo la morte di suo padre, George ereditò la fortuna dei Gould e le sue ferrovie, tra cui la DRGW e la Missouri Pacific Railroad. Mentre era responsabile della DRGW alla fine del XX secolo, inviò geometri e ingegneri attraverso il canyon del fiume Feather per realizzare un percorso per la ferrovia per raggiungere San Francisco.

Attraverso le controversie legali guidate da E.H. Harriman, Gould fu costretto a istituire compagnie per gestire l'indagine e la costruzione per nascondere il suo ruolo. L'itinerario che gli ingegneri di Gould hanno costruito è diventato la linea principale di WP. Negli anni successivi, il DRGW e il WP lavorerebbero insieme sui treni che passavano da Salt Lake City, tra cui il prestigioso treno passegger, la California Zephyr.

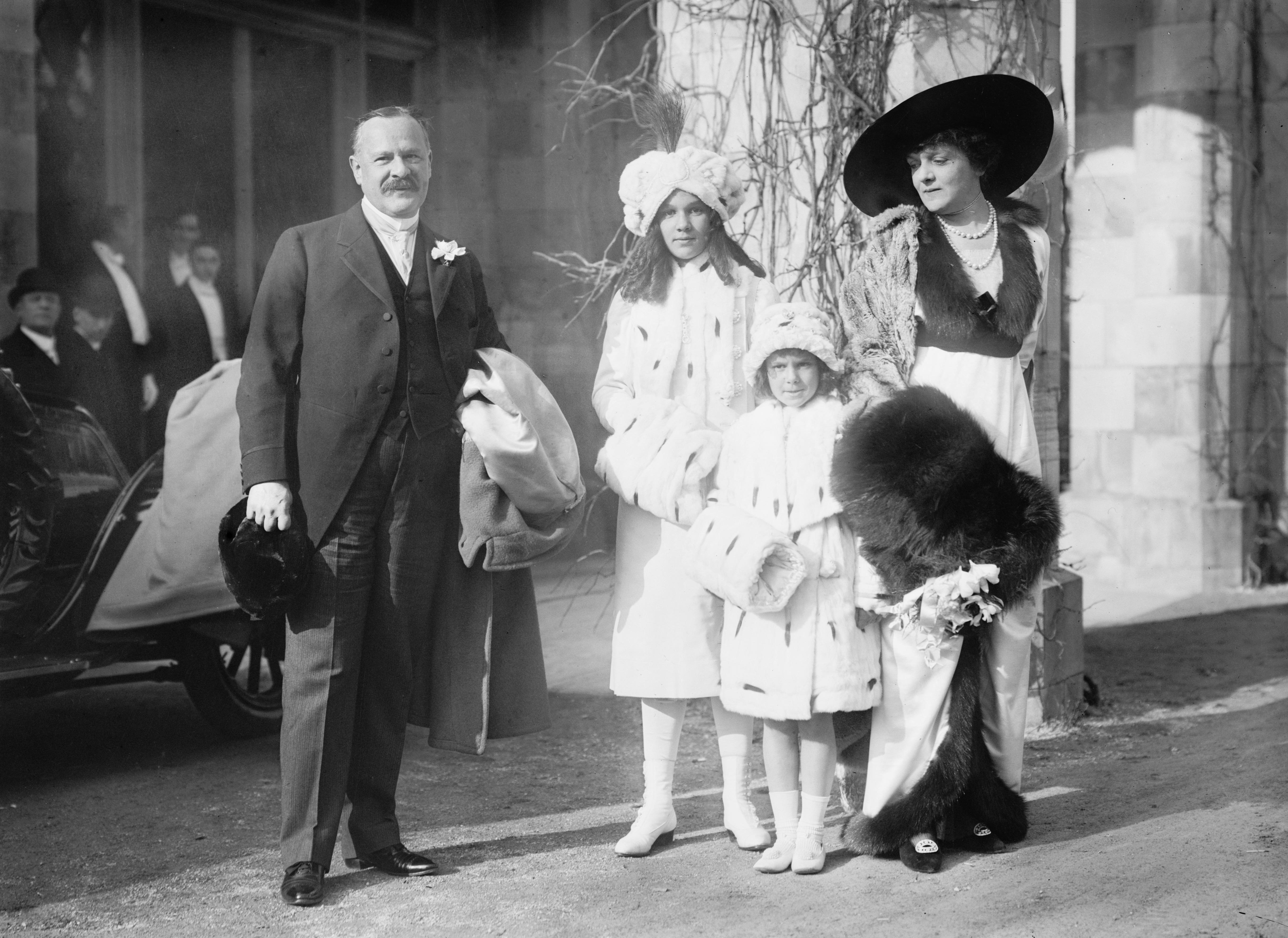
Gould e la sua famiglia alle nozze di sua sorella, Helen Gold nel 1913.

## Matrimoni

### Primo matrimonio
Nel 1884 sposò l'attrice Edith Kingdon (1864-1921), figlia di Charles Dennis Kingdon. Ebbero sette figli:
- Kingdon Gould, Sr (1887-1945), sposò Annunziata Camilla Maria Lucci[3];
- Jay Gould II (1888-1935), sposò Anne Douglass Graham[4][5];
- Marjorie Gould (1891-1955), sposò Anthony Joseph Drexel II[6];
- Helen Vivien Gould (1893-1931), sposò John Beresford, V barone Decies[7];
- George Jay Gould II (1896-?), sposò Laura Carter[8];
- Edith Catherine Gould (1901-1937), sposò in prime nozze Carroll Livingston Wainwright I e in seconde nozze Sir Hector Murray MacNeal[9];
- Gloria Gould (1906-1943), sposò in prime nozze Henry A. Bishop II e in seconde nozze Walter McFarlane Barker[10].

### Secondo matrimonio
George Gould aveva anche un'amante, Guinevere Jeanne Sinclair (1885-1978). Ebbero tre figli:
- George Sinclair Gould (1915-2003)
- Jane Sinclair Gould (1916-1948)
- Guinevere Gould (1922-1968)

Dopo la morte della sua prima moglie, nel novembre 1921, George Gould sposò Guinevere Jeanne Sinclair il 1º maggio 1922. Poi, con i tre figli, si trasferirono in Inghilterra.

## Morte
Morì il 16 maggio 1923 per una polmonite sulla Costa Azzurra, dopo aver contratto una febbre in Egitto durante una visita alla tomba di Tutankhamon. Fu sepolto nel cimitero di Woodlawn a New York. La sua proprietà era stata valutata $ 15.054.627, ma dopo che i debiti furono pagati, il suo valore era $ 5.175.590 nel 1933.
La tenuta di Gould a Lakewood Township, nel New Jersey, è ora il sito della Georgian Court University.